# Atlântico Sul

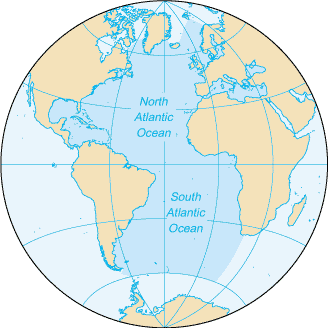

O Atlântico Sul é a porção sul do oceano Atlântico. Pode ser delimitado segundo aspectos geográficos, históricos ou políticos.
O Atlântico Sul geográfico é a parte do oceano Atlântico situada no Hemisfério Sul, ou seja, ao sul do Equador, separada do oceano Índico, a leste, pelo meridiano de 20° longitude E, e do Pacífico, a oeste, pela linha de maior profundidade entre o cabo Horn e a Antártica.
O Atlântico Sul "histórico" é considerado como a região dinâmica de comércio entre a África, Europa e América Latina, ao longo do período que vai das grandes navegações do século XVI até fins do século XVIII e início do XIX.
Em termos geopolíticos, o Atlântico Sul pode ser entendido como a grande área  localizada entre a América do Sul e a África, incluindo os países banhados pelo oceano Atlântico nos dois continentes.

## História

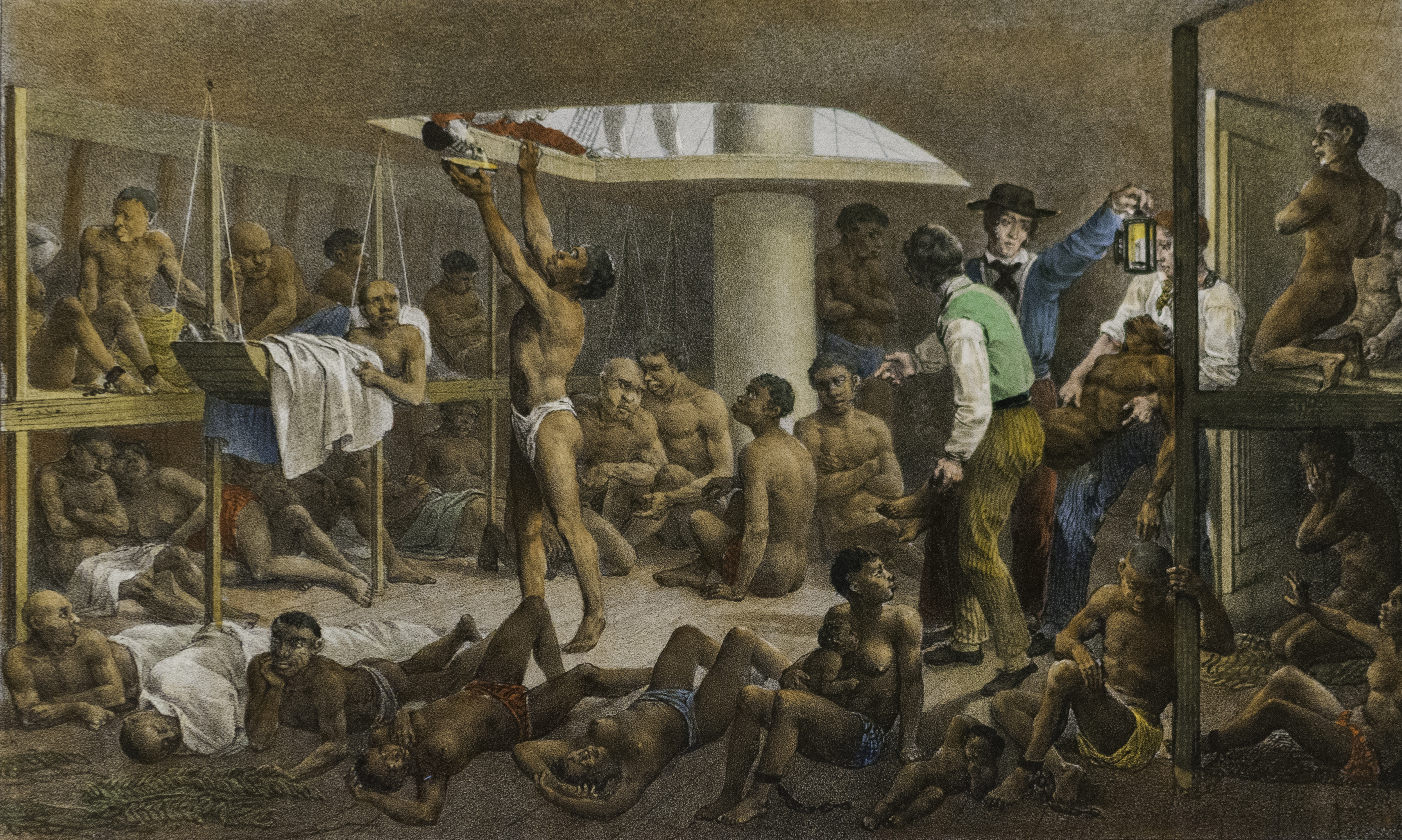
O tráfico de seres humanos através do Atlântico Sul foi significativo até o século XIX.

O Atlântico Sul tornou-se uma região dinâmica do comércio entre os continentes da África, Europa e América Latina após as grandes navegações. O Atlântico foi o oceano mais importante para o comércio mundial entre os séculos XVII e XIX em grande parte devido a esta triangulação comercial centrada no Atlântico Sul que envolvia o tráfico negreiro.
Esta dinâmica comercial envolvia principalmente o tráfico de escravos para o Brasil entre os séculos XVI e XIX, mas também envolvia o intenso comércio de produtos tropicais como açúcar, café, cacau, tabaco, além de óleo de dendê e cachaça, e metais preciosos como ouro e prata.

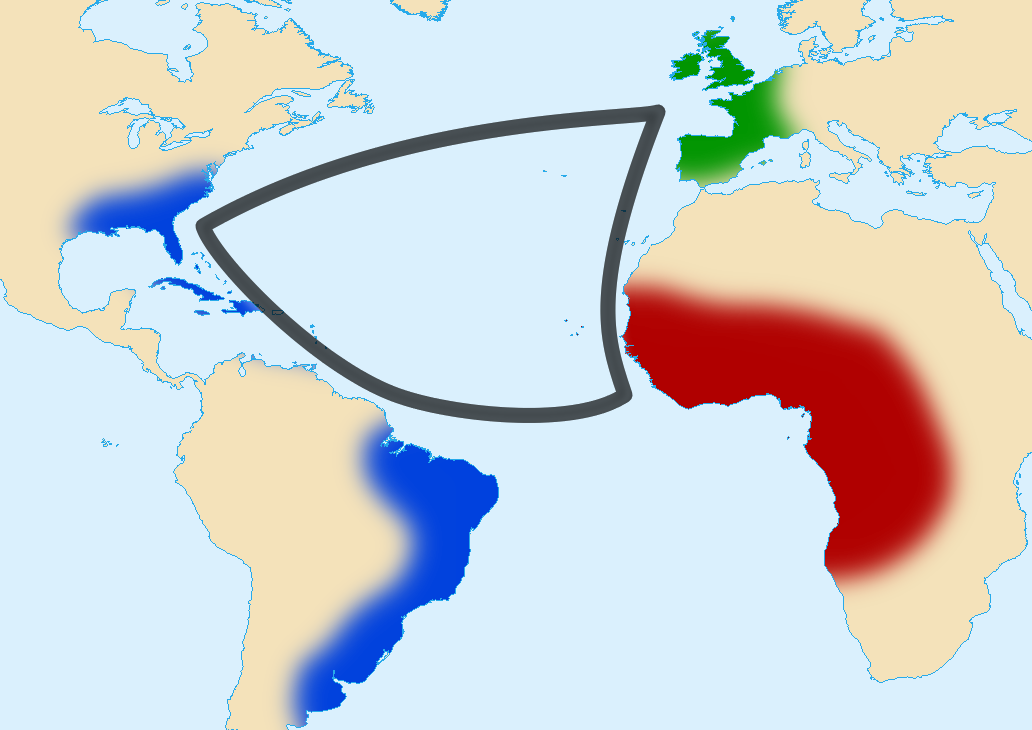
Comércio triangular, até o século XVIII envolvia principalmente o Atlântico Sul.

As rotas do tráfico entre Brasil e África passavam necessariamente pelo Atlântico Sul e foram responsáveis pelo transporte de cerca de 5 a 10 milhões de escravos trazidos da África para o Brasil entre 1550 e meados do século XIX.
O tráfico transatlântico pode ser considerado desta forma, um dos maiores processos de migração forçada da história.
Neste período o Atlântico Sul foi o centro comercial do mundo ocidental, sendo suplantado pelo Atlântico Norte nesta função, apenas no século XIX, quando o comércio entre América do Sul e África é reduzido significativamente e cresce muito o comércio entre Europa e América do Norte, principalmente no novo eixo comercial Inglaterra-EUA.
A herança histórica deixada por este período pode ser identificada em vários aspectos culturais, linguísticos, religiosos e gastronômicos de ambos os lados do Atlântico Sul, tanto na África como na América Latina, especialmente no Brasil.

### Guerras e conflitos no Atlântico Sul
Esta região foi palco de importantes conflitos político-estratégicos ao longo da história, que até o século XX envolviam as guerras entre as grandes potências pelo acesso ou controle de colônias na América e África, mas também de guerras de colonização. Entre os séculos XVI e XVIII, foi uma importante área de transporte de ouro e prata, o que atraia frequentemente, ataques de piratas e corsários. Posteriormente, no século XIX foi palco de lutas pela independência, que em muitos casos envolveram guerras de libertação nacional.
No século XX, o Atlântico Sul foi um palco secundário da Primeira Guerra Mundial, apesar do torpedeamento de navios brasileiros e da participação do Brasil e de Portugal no conflito (Ver artigos Brasil na Primeira Guerra Mundial e Portugal na Primeira Guerra Mundial). Uma única grande batalha naval ocorreu entre forças das marinhas inglesa e alemã próximo à região das Malvinas, em dezembro de 1914, no que ficou conhecido como a "Batalha das Falklands". Na costa africana a principal disputa envolveu o controle das até então colônias alemãs na África, onde pequenas batalhas se estenderam até 1918.
Durante a Segunda Guerra Mundial, o Atlântico Sul foi um palco importante da Batalha do Atlântico durante o período em que o Brasil participou da guerra. Ao todo 35 navios brasileiros foram atacados, dos quais 33 foram afundados, sendo um navio da Marinha de Guerra do Brasil e o restante pertencentes à Marinha mercante brasileira.
Dentre as batalhas navais destacam-se, ainda, os confrontos entre em que forças navais dos Estados Unidos e Reino Unido  contra a marinha da Alemanha, incluindo o episódio que terminou no afundamento do navio alemão, o cruzador pesado Admiral Graf Spee, no litoral do Uruguai.
Destacam-se ainda os enfrentamentos aeronavais dos países Aliados (baseadas no nordeste brasileiro, em Natal), incluindo forças brasileiras, contra navios e principalmente submarinos alemães. Ao todo o Brasil teve 39 navios torpedeados por submarinos alemães, entre 1942 e 1945 (ver artigo: Cronologia do Brasil durante a Segunda Guerra Mundial a respeito dos confrontos militares durante a Batalha do Atlântico).
Na primeira parte da Guerra Fria o Atlântico Sul perde relevância estratégia diante do conflito bipolar entre EUA e URSS, o que fez com que os países da região se considerassem seguros, ou ao menos, distantes dos principais conflitos internacionais.
Esta situação começa a se alterar a partir dos anos 1970, a partir da crise do petróleo em 1973, quando o Atlântico passa a ser uma das mais importantes rotas de transporte de petróleo do mundo. Na sequência, uma série de novos conflitos locais ganham relevância regional no Atlântico Sul, como a Guerra das Malvinas, a Guerra Civil em Angola e a guerra de independência da Namíbia.

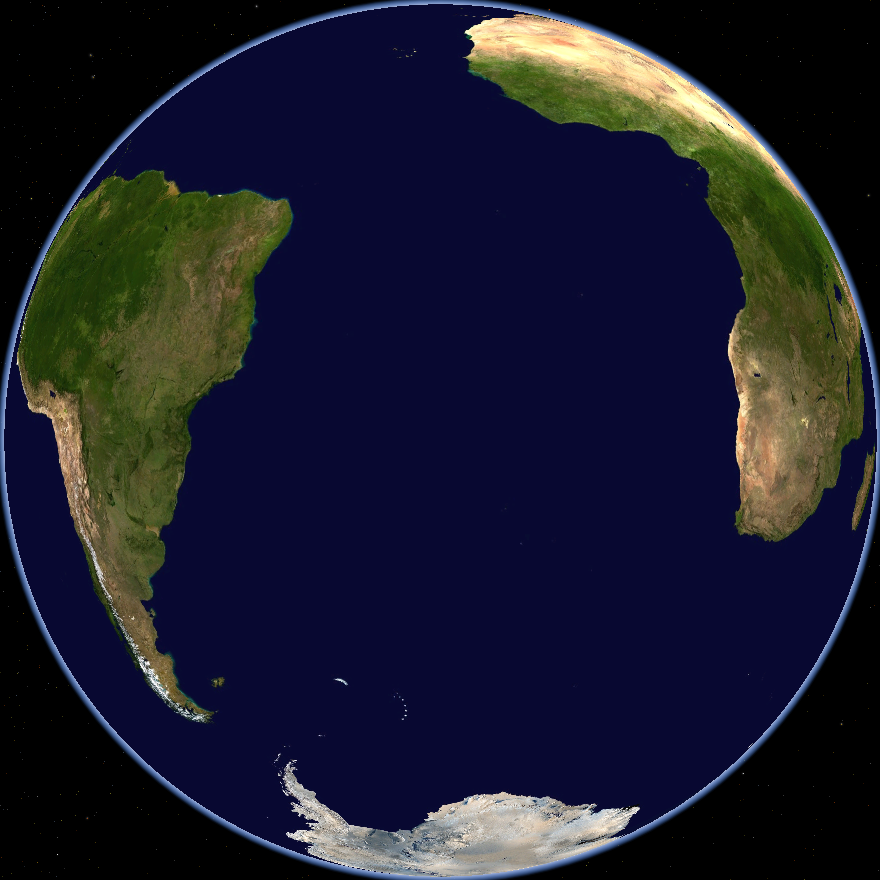
O Atlântico Sul visto do espaço.

Os três territórios ultramarinos do Reino Unido no Atlântico Sul: Santa Helena, Ascensão e Tristão da Cunha; ilhas Geórgia do Sul e Sandwich do Sul; e as ilhas Malvinas.

Em 1982 o Atlântico Sul foi palco do confronto entre a Argentina e a Inglaterra na Guerra das Malvinas, também chamada apenas de "Guerra do Atlântico Sul". Na ocasião as Forças Armadas inglesas teriam deslocado para o cenário do conflito até mesmo armas nucleares táticas e cargas de profundidade nucleares . Nesta guerra ocorreu o primeiro afundamento de um navio por um submarino nuclear da História, no caso o navio argentino Belgrano, torpedeado pelo submarino nuclear inglês HMS Conqueror. A vitória inglesa, com apoio indireto dos Estados Unidos e de alguns países da OTAN modificou profundamente a percepção de ameaça dos países da região.
Na África Austral também ocorreu pelo menos um grande conflito com o envolvimento de diversos países da região na Guerra Civil em Angola (1975-1989 e 1990-2002). Durante o período da Guerra Fria, a Guerra Civil angolana foi palco de importantes disputas que incluíram de um lado os países que apoiavam o governo do MPLA (Brasil, França, Cuba e União Soviética) e de outro os países que apoiavam os insurgentes da UNITA (Estados Unidos, Inglaterra, China e África do Sul). Neste conflito, Cuba e África do Sul chegaram a se enfrentar diretamente em Angola e Namíbia.
Esses seguidos conflitos armados levaram o Brasil e outros países a uma tentativa de criar um entendimento para evitar uma corrida armamentista regional. Este esforço, somado à busca para transformar a região em uma "zona desnuclearizada", ou seja, sem a presença de armas nucleares, levou à criação, em 1986 da Zona de Paz e Cooperação do Atlântico Sul (ZPCAS).
Atualmente não existem grandes conflitos em andamento no Atlântico Sul, que tem sido visto mais como uma área com grande potencial de cooperação nas relações entre América do Sul e África..
Entretanto, também não existem garantias de que não possam ocorrer novas disputas armadas na região. As principais disputas político-territoriais ainda existentes envolvem a reivindicação pela demarcação de águas territoriais e zonas econômicas exclusivas, principalmente entre países do golfo da Guiné .
O Brasil tem área de aproximadamente 3,66 milhões de km² de território marítimo (águas territoriais e zona econômica exclusiva). Esta área poderá ser ampliada para 4,4 milhões km² se aceitas as reivindicações brasileiras perante a Comissão de Limites das Nações Unidas. Com a intensificação da cooperação Sul-Sul após a virada do milênio, o Brasil passou a fortalecer sua cooperação com países africanos ao longo do Atlântico Sul, tanto no âmbito da defesa quanto na esfera da cooperação para o desenvolvimento.
Muitas das disputas pela demarcação de fronteiras marítimas na costa atlântica da África estão relacionadas aos interesses de controlar as reservas petrolíferas localizadas em alto mar nesta região.

## Geografia

### Formação geológica

A separação de Gonduana e a formação do Atlântico Sul.

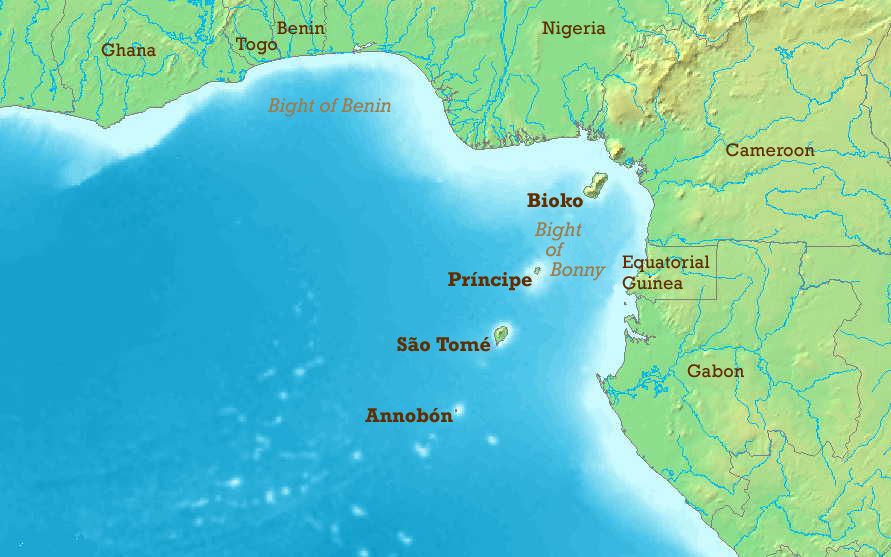
Golfo da Guiné, principal região produtora de petróleo na África contemporânea.

O Atlântico Sul foi formado devido ao afastamento das placas tectônicas sobre as quais estão as massas continentais da América do Sul e África. Há cerca de 200 milhões de anos a Pangeia se dividiu em dois grandes continentes, Gonduana e Laurásia. Gonduana foi a massa de terras emersas que, entre cerca de 200 milhões e 140 milhões de anos atrás, reuniu os atuais continentes da América do Sul, África e Antártica.
Entre 140 e 120 milhões de anos atrás começou o processo de divisão de Gonduana e o afastamento que levou às formação das três massas de terra completamente separadas, quando América do Sul, África e Antártica tornam-se continentes distintos.  Atualmente os continentes da América do Sul e a África continuam se afastando a uma taxa de cerca de 2 cm por ano. No leito marinho do Atlântico Sul foram formadas diversas bacias petrolíferas, como os campos petrolíferos africanos do delta do Níger (Nigéria), o campo de Cabinda (Angola), ou sul-americanos, como a região do Orinoco na Venezuela, a bacia de Campos e o pré-sal no Brasil.

### Correntes marítimas
- Corrente do Brasil
- Contra-corrente Equatorial Sul
- Corrente das Malvinas
- Corrente Circumpolar Antárctica
- Corrente de Benguela
- Corrente de Agulhas

## Geopolítica

### Atividades militares e de espionagem na ilha de Ascensão

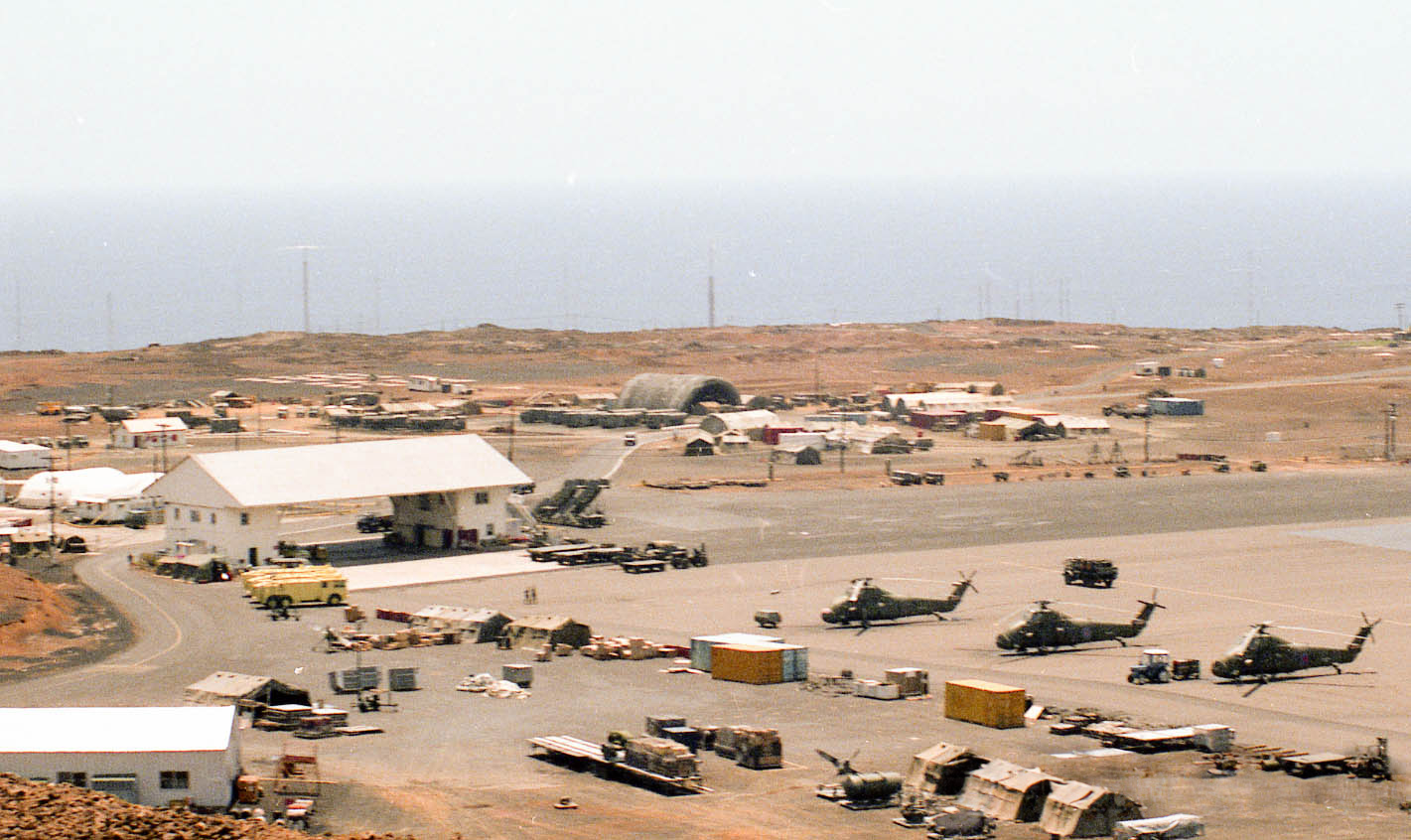
A Base Aérea da Ilha de Ascensão em 1983. Ao fundo, algumas das numerosas antenas de rádio existentes na ilha.

A Base Aérea da ilha de Ascensão (IATA: ASI, ICAO: FHAW) exerce uma poderosa influência geopolítica sobre a região do Atlântico Sul, sendo a principal base de operações da Força Aérea dos Estados Unidos (USAF), da Força Aérea Real do Reino Unido (RAF) e da NASA na região. A presença militar estadunidense e britânica em Ascensão é vista sob muita cautela tanto pelos países sul-americanos, como pelos países africanos, já que esta pode representar uma ameaça no caso de uma guerra contra os países-membros da OTAN, tal como já aconteceu na Guerra das Malvinas. Durante a Guerra das Malvinas, foi a partir de Ascensão que a RAF lançou os seus bombardeiros Avro Vulcan contra as posições argentinas nas Ilhas Malvinas, na operação que ficou conhecida como Operação Black Buck.
Na ilha de Ascensão existem poderosas estações de interceptação de sinais (SIGINT) enviados via satélite e via radiodifusão. O próprio serviço de inteligência criptológica britânico (GCHQ) possui uma estação na ilha, localizada na vila de Two Boats. Além disso, também existem na ilha estações de monitoramento que são capazes de detectar possíveis testes nucleares realizados na América do Sul e na África. Pelo fato de o GCHQ desenvolver atividades na ilha, especula-se que a Ilha de Ascensão seja uma das possíveis bases do sistema de monitoramento global, mais conhecido como Echelon.
Na ilha também fica localizada uma das estações da emissora de números (rádio) E5/V5, que é supostamente operada pela CIA na comunicação com os seus agentes secretos que se encontram espalhados pela América do Sul e pela África. Esta emissora de números também é conhecida pelos apelidos de Cynthia e/ou The Counting Station.

### Petróleo

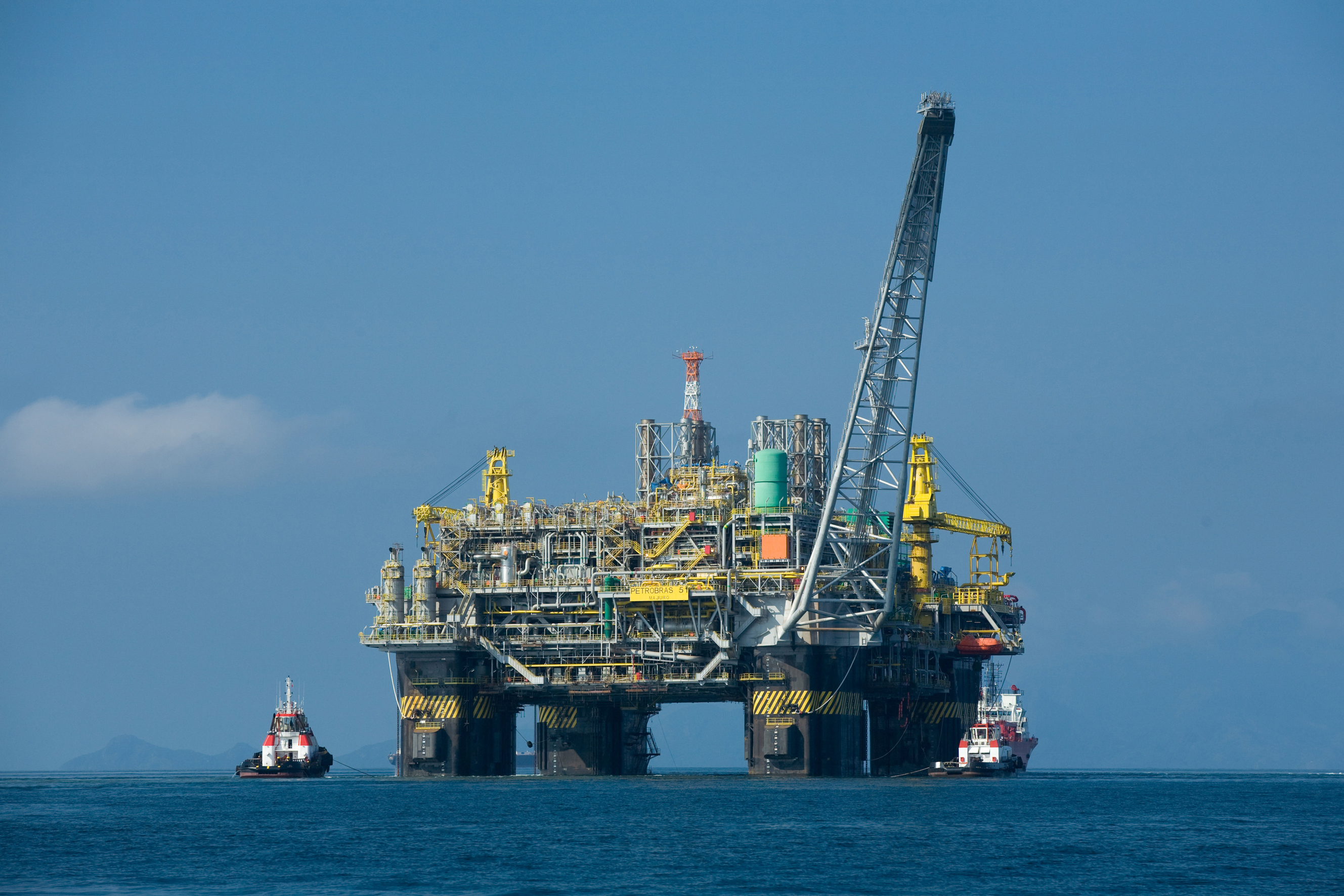
Plataforma de petróleo brasileira em alto mar no Atlântico Sul.

Atualmente o Atlântico Sul possui duas importantes zonas petrolíferas: no litoral do Brasil, a região da Bacia de Campos e o chamado pré-sal; no litoral africano, especialmente na zona do golfo da Guiné há várias bacias petrolíferas offshore, sendo Nigéria e Angola os dois maiores produtores de petróleo da África Subsaariana.
No caso do Brasil destaca-se que a descoberta do petróleo do pré-sal modifica sensivelmente a posição brasileira  em relação à complexa geopolítica do petróleo , recolocando o Atlântico Sul como área central da geoestratégia brasileira, juntamente com a América do Sul .
Em 2008 os Estados Unidos criaram uma força naval específica para vigiar a região do Atlântico Sul e Caribe, a chamada Quarta Frota. Criada em 1943, durante a Segunda Guerra Mundial, a frota havia sido desmobilizada em 1950 e foi recriada no último ano do governo George W. Bush (2008).
Também foi criado um comando para coordenar as operações militares estadunidenses na África, o AFRICOM.

## Organizações internacionais e blocos econômicos
Atualmente diversas importantes organizações internacionais envolvem os países da região.
Na porção sul-americana do Atlântico Sul, estão organizados o Mercado Comum do Sul (MERCOSUL), a Comunidade Andina de Nações (CAN) e a União de Nações Sul-Americanas (UNASUL).
No lado africano, existe a organização continental União Africana e outras importantes organizações regionais. Na África Austral, estão a Comunidade para o Desenvolvimento da África Austral (SADC) e a União Aduaneira da África Austral (SACU/UAAA). Na África ocidental e em parte do golfo da Guiné, existem ainda a Comunidade Económica dos Estados da África Ocidental (CEDEAO), e União Econômica e Monetária do Oeste Africano (UEMOA).
Organizações para fins culturais e línguísticos, com atuação política também existem nesta região como a organização dos Países Africanos de Língua Oficial Portuguesa (PALOP), a Liga Árabe, que congrega principalmente países do norte do continente africano, ou a comunidades de países anglólofonos (Comunidade das Nações) e francófonos (Organização Internacional da Francofonia).
Existem também organizações que envolvem simultâneamente países dos dois lados do Atlântico Sul, sendo elas a Zona de Paz e Cooperação do Atlântico Sul (ZPCAS) e também a Comunidade dos Países de Língua Portuguesa (CPLP), que tem países do Atlântico Sul entre a maioria dos seus Estados-membros.
Além de países de várias regiões do mundo, a Organização dos Países Exportadores de Petróleo (OPEP) também congrega países de ambas as margens do Atlântico Sul.
O Tratado Antártico, de 1959, também envolve diversos países do Atlântico Sul e algumas das grandes potências que à época do tratado tinham pretensões territoriais no Atlântico Sul, especialmente na Antártida e algumas das ilhas do Atlântico Sul.

## Transportes

### Navegação
Constitui-se num dos grandes desafios para os navegantes, especialmente para os velejadores que fazem regatas de volta ao mundo e circundam o continente Antártico. Local de mar caudaloso, ventos fortíssimos e marés contrárias, o cabo Horn é sem dúvida quase que enigmático para quem se aventura naquela região.